# Li Džinaj
Li Džinaj (poenostavljena kitajščina: 李继耐; tradicionalna kitajščina: 李繼耐; pinjin: Lǐ Jìnài), kitajski general, * julij 1942, Tengdžov, Šandong, Kitajska.
Li Džinaj je trenutno načelnik Generalnega političnega oddelka Ljudske osvobodilne vojske; torej najvišji kitajski politični komisar.
Bil je tudi nadomestni član 14. ter redni član 15., 16. in 17. centralnega komiteja Komunistične partije Kitajske.